# Літературний конкурс видавництва «Смолоскип»
Літературний конкурс видавництва «Смолоскип» — щорічний конкурс для молодих українських літераторів та науковців, заснований 1993 року.
Вік учасників — від 18 до 28 років. В окремих номінаціях (поезія, проза, дитяча книжка та дослідження) журі визначає лауреатів І, II, III та IV (заохочувальної) премій.
Твори приймаються на розгляд журі до 31 грудня щороку. За тематичними обмеженнями до конкурсу не допускають твори з ознаками порнографії, антиукраїнського, антисемітського і взагалі ксенофобського спрямування, тексти з великою кількістю ненормативної лексики. Окремі критики вважають, що це звужує середовище лауреатів. Підсумки конкурсу підбивають у травні.
Твори лауреатів І і II премій видавництво «Смолоскип» публікує окремими книжками, а твори лауреатів III і IV премій та найкращі ненагороджені твори можуть з'явитися друком в антологіях і збірниках видавництва. Подаючи рукопис на конкурс, автор тим самим дає право видавництву впродовж наступних п'яти років друкувати поданий текст або певну його частину окремою книжкою чи в періодичних виданнях.